# クリエイティブ・ジョーズ
株式会社クリエイティブ・ジョーズ（英称：JAWS）は、主にテレビ番組の制作・取材技術に特化した制作プロダクションである。1990年3月設立。

## 所属スタッフ

### 制作部
プロデューサー / チーフディレクター
- 石田ひろき（大阪東通⇒）
- 阿部淳

AP
- 緒方和幸

チーフディレクター
- 清水邦孝
- 西岡孝之（ブリッジから移籍）

ディレクター
- 湯浅耕二
- 藤川明 (藤川あかる)
- 高田真吾
- 金津巧（ブリッジから移籍）
- 阪本圭

AD

### 撮影部
- 子会社キャミックスの項目を参照。

現在、キャミックスは分社化。ナイトスクープ等は引き続き キャミックスが受注している。

## 元所属スタッフ
- 小山青志（各務プロダクション｛現：カガミ｝⇒JAWS⇒／現：P-CUBE）
- 砂野信（現：AZITO）
- 北野弘（現：毎日放送）
- 高岸丈朗
- 津野允（現：ポキール）

## 受賞歴
- 探偵!ナイトスクープ
  - 平成13年日本民間放送連盟賞 番組部門エンターテインメント・最優秀賞受賞
- 探偵!ナイトスクープ「全国アホ・バカ分布図の完成」
  - ATP賞 '92グランプリ受賞
  - 平成3年度日本民間放送連盟賞 テレビ娯楽番組部門・最優秀賞受賞
  - 第29回ギャラクシー選奨
- 近畿郵政局簡易保険課「KANPOはあとふるプラン」
  - 第32回ACC全日本CMフェスティバル 地域CMテレビ部門・優秀賞受賞